# Szentmargitfalva, Zala
Szentmargitfalva  este un sat în districtul Letenye, județul Zala, Ungaria, având o populație de 92 de locuitori (2011). 

## Demografie
Componența etnică a satului Szentmargitfalva
     Maghiari (90,72%)
     Romi (9,28%)
Componența confesională a satului Szentmargitfalva
     Romano-catolici (68,48%)
     Reformați (3,26%)
     Fără religie (3,26%)
     Atei (3,26%)
     Necunoscută (21,74%)
Conform recensământului din 2011, satul Szentmargitfalva avea 92 de locuitori. Din punct de vedere etnic, majoritatea locuitorilor (90,72%) erau maghiari, cu o minoritate de romi (9,28%).  Din punct de vedere confesional, majoritatea locuitorilor (68,48%) erau romano-catolici, existând și minorități de persoane fără religie (3,26%), atei (3,26%) și reformați (3,26%). Pentru 21,74% din locuitori nu este cunoscută apartenența confesională.